# Informationsvisualisierung
Informationsvisualisierung ist ein Forschungsgebiet, das sich mit computergestützten Methoden zur grafischen Darstellung abstrakter Daten beschäftigt. Abstrakte Daten werden hierbei als numerische, relationale oder textuelle Daten verstanden, für die eine räumliche Darstellung nicht unmittelbar gegeben ist. Im Gegensatz dazu beschäftigt sich die Wissenschaftliche Visualisierung mit der Darstellung räumlicher Daten.
Die bildlichen Darstellungsmethoden sollen helfen, die Daten auszuwerten und aus ihnen neue Erkenntnisse zu gewinnen. Ebenso unterstützen Informationsvisualisierungen die Kommunikation und Veranschaulichung dieser Erkenntnisse.
Gemeinhin wird Information begrifflich von Wissen unterschieden. So wird auch von der Informationsvisualisierung selbst unterschieden die Wissensvisualisierung (englisch knowledge visualization) als ein Prozess der Wissensübermittlung (knowledge transfer), welcher sich grafischer Mittel jeder Art bedient, auch nicht computer-gebundener. Grundlage für die Wissensvisualisierung sind die lernpsychologischen Vorzüge der visuellen Kommunikationsform.

## Arbeitsbereich
Die Informationsvisualisierung ist ein relativ neu entstandenes interdisziplinäres Gebiet, das unter anderem Methoden und Erkenntnisse der Informatik, Statistik, Data-Mining sowie der Kognitionswissenschaft verwendet. Ziel ist hierbei auch, die Mensch-Computer-Interaktion zu verbessern.
Aufgabenstellung der Informationsvisualisierung ist grundsätzlich die expressive und dabei effektive Darstellung der Datenmuster und der darin enthaltenen Informationen. Expressiv bedeutet, dass alle Daten und nur die Daten in die Visualisierung einfließen. Effektivität besagt, dass sich der Betrachter einer Visualisierung möglichst schnell einen Überblick über die in den Daten enthaltenen Informationen verschaffen können soll. Dabei ist Wahrnehmungseffekten, etwa wie optische Täuschungen, Rechnung zu tragen.
Visualisierungen können sowohl zur Präsentation von Informationen dienen oder zur explorativen Datenanalyse eingesetzt werden. Bei einer explorativen Analyse handelt es sich um einen offenen, erforschenden Prozess, bei dem ein genaues Analyseziel zunächst nicht formuliert werden muss.
Die bedeutendste wissenschaftliche Konferenz für Informationsvisualisierung ist die IEEE Information Visualization (InfoVis), die jährlich im Rahmen der IEEE VIS stattfindet. Weitere bedeutende wissenschaftliche Konferenzen mit ähnlichem Schwerpunkt sind die EG/VGTC Conference on Visualization (EuroVis) sowie das IEEE Pacific Visualization Symposium (PacificVis). Neben den wissenschaftlich ausgerichteten Konferenzen gibt es auch interdisziplinäre Konferenzen wie die Information+, die Wissenschaftler, Pädagogen und Praktiker aus den Bereichen Informationsdesign und Datenvisualisierung zusammenbringt.

## Beispiele

### Citespace Analyse

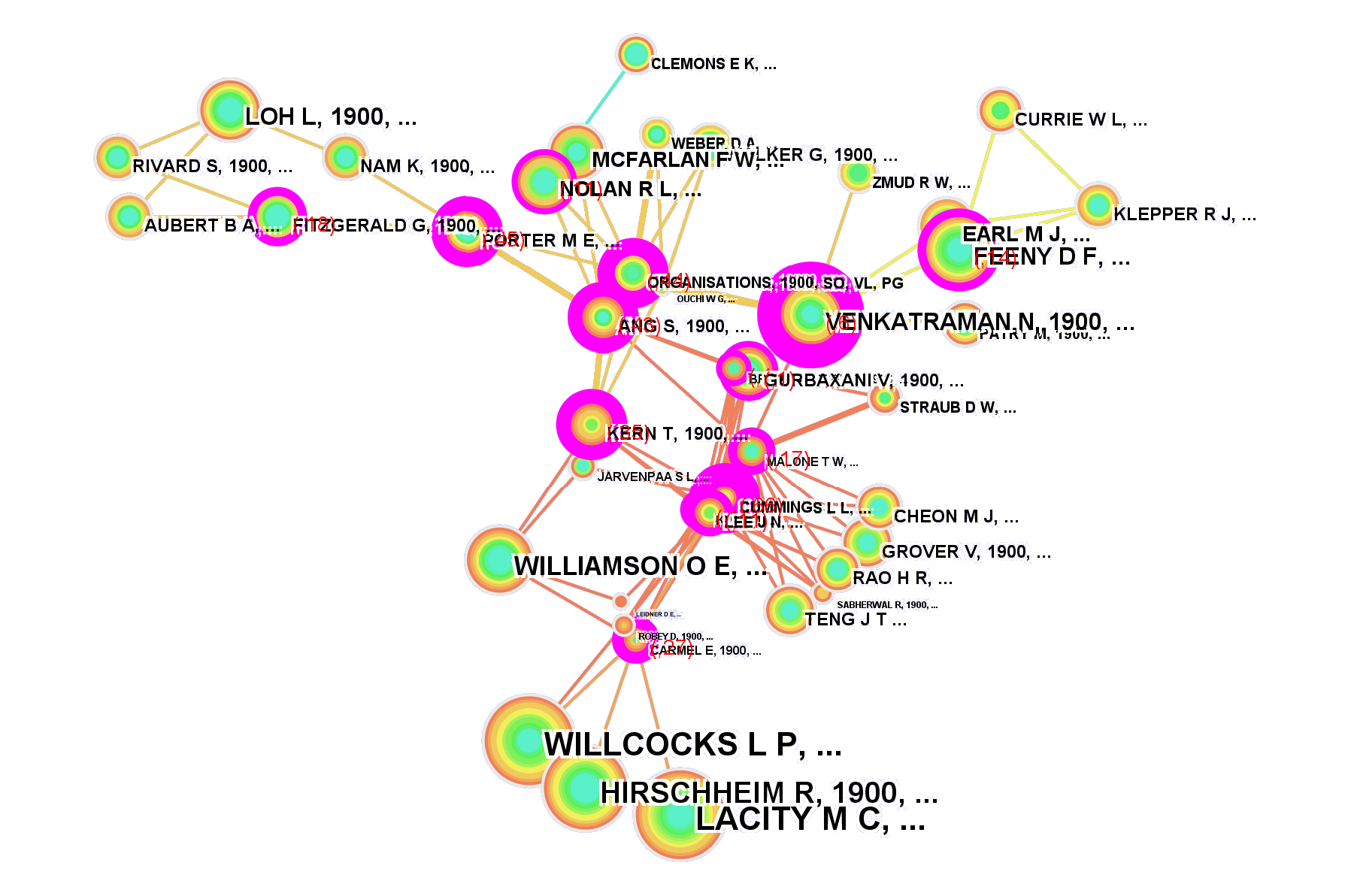
Ergebnis der Analyse: Publikationen zum Thema Outsourcing

In seinem Artikel Searching for intellectual turning points stellt Chaomei Chen eine Methode für die Analyse von Zitationsräumen dar. Auf seiner Homepage ist ein Tool zur Analyse des Web of Science vorhanden. Darin können nicht nur bibliografische Daten, sondern auch die Zitationen von Autoren durch andere Autoren nachverfolgt werden. Die Untersuchung von Kozitation ist eine seit langem bekannte informationstechnische Methode. Neu ist bei Chen die Anwendung von Progressive Pathfinder Network Scaling auf das Problem Cocitation. Diese Analyse arbeitet mit Pathfinder Associative Networks. Der Algorithmus stammt von dem Psychologen Roger W. Schvaneveldt und gehört in den Bereich der künstlichen Intelligenz.
Das Tool ist sehr flexibel und bietet die Möglichkeit, andere Analysen wie z. B. autoren- oder publikationsbezogene Clusteranalyse durchzuführen.

### Visualisierung von Semantischen Netzwerken
Für den Ontologie-Editor Protégé-2000 existieren verschiedene Visualisierungs-Plug-ins, die eine Darstellung von Ontologien, bzw. Semantischen Netzwerken im Graphenformat mit variablem Layout ermöglichen.
Des Weiteren existieren erweiterte Ansätze zur Visualisierung von Semantik, die über reine formale Ontologien hinausgehen und mit analytischen Ansätzen Semantik generieren.

## Visualisierungstechniken
Je nach Datentyp können unterschiedliche Visualisierungstechniken verwendet werden. Für häufig auftretende Datentypen haben sich gewisse visuelle Darstellungsformen und Diagramme als Standards etabliert.

### Zeitreihen und univariate Daten
Zeitliche Veränderungen einer numerischen Variable werden häufig als Balken-, Säulen- oder Liniendiagramm dargestellt, wobei eine der beiden Achsen des verwendeten zweidimensionalen Koordinatensystems die jeweilige zeitliche Abfolge abbildet. Vergleicht man mehrere Objekte hinsichtlich einer numerischen Variable (univariate Daten), können ähnliche Diagramme zum Einsatz kommen – die Zeitachse wird durch eine Liste der zu vergleichenden Objekte ersetzt. Zudem eignen sich Kreisdiagramme zum Vergleich numerischer Werte, insbesondere wenn die Summe der Werte eine interpretierbare Gesamtheit ergibt (z. B. die Zusammensetzung von Stimmanteilen).

### Multivariate Daten
Multivariate Daten beschreiben eine Menge von Objekten anhand mehrerer numerischer Variablen. Einfache Streudiagramme erlauben den Vergleich zweier Variablen durch Markierung der Objekte als Punkte in einem zweidimensionalen Koordinatensystem. Eine Streudiagrammmatrix stellt darauf aufbauend alle paarweisen Kombinationen von Variablen vergleichend dar. Als weiterer Diagrammtyp setzen Parallele Koordinaten die Variablen als parallel Achsen um und zeichnen jedes Objekt als Polylinie ein, die alle Achsen entsprechend der Variablenwerte des Objekts verbindet.

### Netzwerke und Hierarchien
Netzwerke (in der Informatik auch Graph genannt) stellen Beziehungen zwischen Objekten dar. In Knoten-Kanten-Diagramme repräsentieren Knoten (meist Kreise oder Rechtecke) die Objekte, die mit geraden oder geschwungenen Linien verbunden werden. Techniken zur Darstellung solcher Diagramme, insbesondere zur Berechnung der Knoten und Kantenpositionen bezeichnet man als Graphzeichnen. Alternativ können Netzwerke auch als Adjazenzmatrix visualisiert werden.
Hierarchien (in der Informatik auch Baum genannt) sind ein Spezialfall von Netzwerken, bei denen ein Objekt jeweils nur einem übergeordneten Objekt zugewiesen wird. Zur Darstellung von Hierarchien werden ebenfalls Knoten-Kanten-Diagramme verwendet. Aber auch alternative Darstellungen wie Tree Maps sind üblich, die eine Fläche rekursiv in Teilflächen anhand der Hierarchiestruktur unterteilen.

### Weitere Visualisierungstechniken
- Gantt-Diagramm
- Heatmap
- Mengendiagramm
- Sankey-Diagramm
- Sparkline
- Zeitleiste

## Anwendungsgebiete
Informationsvisualisierungen können in einer Vielzahl unterschiedlicher Anwendungen zum Einsatz kommen. Bedeutende Anwendungsgebiete sind unter anderen:
- Bioinformatik
- Business Intelligence
- Digital Humanities
- Kartografie
- Softwarevisualisierung
- Soziale Netzwerkanalyse
- Szientometrie